# ファミリータウンミカ
ファミリータウンミカは、愛知県西尾市にかつて存在した共同運営型ショッピングセンター。1974年7月8日に西尾市の商業者有志が出資設立した協同店舗組合、「協同組合西尾ショッピングセンター」が主体となって設置していた。

## 概要
西尾市の中心部、名鉄西尾駅の東側に位置する。周辺は西尾市市役所、西尾警察署など官公署が多い。
地下1階・地上5階建てで、営業終了直前にはユニーが運営する「ピアゴ西尾駅東店」と、ヤマナカが運営する食品スーパー「ヤマナカ西尾駅東店」の両核店舗に約40店を越えるミカ専門店街で構成されていた。
開業当初は、近隣地区では珍しい大型駐車場を併設した駅前立地のショッピングセンターとして、岡崎市や安城市、碧南市など近隣市町村からも集客し、地域一番店となっていた。
地元の市民団体や小中学生の作品発表の場となるなど文化催事が多数開かれたほか、芸能人やキャラクターの来るイベントも開催されるなど各種催事も多く行われ、遊戯施設やビアガーデン等の娯楽施設が併設されていた時代もあったため、家族連れで一日中楽しめる西尾市を代表する商業施設として親しまれた。
1989年(平成元年)から第2次リニューアルが行われ、1990年(平成2年)3月8日にオープンした(専門店数62)。当時はバブルの終わりかけで景気が良かったため、組合床全館を6億円かけて改装。リニューアル後の売り上げは組合店舗だけで49億円だった。このリニューアルは市内西部に開業したおしろタウンシャオに対抗するためであった。
1997年(平成9年)6月から第３次リニューアルが行われ、1999年(平成11年)2月26日にオープンした。シャオと差別化を図るため、1階・2階には衣料品店を置き、3階はヤング路線で店内を強化した。このリニューアルにより100円均一のミーツが新たに出店した。
こうした集客力を背景に、最盛期の1991年（平成3年）度には協同組合が運営していた専門店街だけで来店客数約108万人で約50億円の売上高があり、西尾市の地域一番店となっていた。
しかし、郊外へ進出した大型店との競合により2009年（平成21年）度には専門店街の来店客数は約60万人で売上高約15億円と大きく落ち込んだうえ、建物の老朽化が進んで耐震化工事などの費用が高額に上ると見込まれたことから2011年（平成23年）8月16日に閉店となった。
ピアゴ西尾駅東店は、衣料・生活雑貨のみの販売であった。
跡地の活用については、ユニーが事業主となって商業施設「ヴェルサウォーク西尾」の開発を進め、2014年3月21日にオープンした。